# Kleine zwelghaai
De kleine zwelghaai (Centrophorus uyato) is een vis uit de familie van zwelghaaien en snavelhaaien (Centrophoridae) en behoort derhalve tot de orde van doornhaaiachtigen (Squaliformes). De vis kan maximaal 110 centimeter lang en 7340 gram zwaar worden.

## Leefomgeving
De kleine zwelghaai is een zoutwatervis. In brakwater is de soort nog nooit aangetroffen. De vis prefereert een diepwaterklimaat en heeft zich verspreid over de drie belangrijkste oceanen van de wereld (Grote, Atlantische en Indische Oceaan). Bovendien komt de kleine zwelghaai voor in de Middellandse Zee. De diepteverspreiding is 50 tot 1400 meter onder het wateroppervlak.

## Relatie tot de mens
De kleine zwelghaai is voor de visserij van beperkt commercieel belang. In de hengelsport wordt er weinig op de vis gejaagd.